# Карен Фукухара
Карен Фукухара (англ. Karen Fukuhara; нар. 10 лютого 1992, Лос-Анджелес, Каліфорнія, США) — американська акторка японського походження. Найбільш відома за ролями Катани у фільмі «Загін самогубців» (2016) та Самиці у телесеріалі «Хлопаки» (2019-2025).

## Біографія
Карен Фукухара народилася і виросла в Лос-Анджелесі, США. Її батько працює на японську компанію, а мати вчитель гри на фортепіано. Має молодшого брата. Дітей в родині виховували у японських традиціях: мова, їжа, свята, навіть відвідувала в суботу японську школу. У середній школі вона почала вивчати бойове мистецтво і продовжила тренування поки не отримала коричневий пояс по карате. Вищу освіту здобувала у сфері соціології та театрального мистецтва в Каліфорнійському університеті у Лос-Анджелесі. Під час навчання Карен була членом університетської а капела гурту.

## Кар'єра

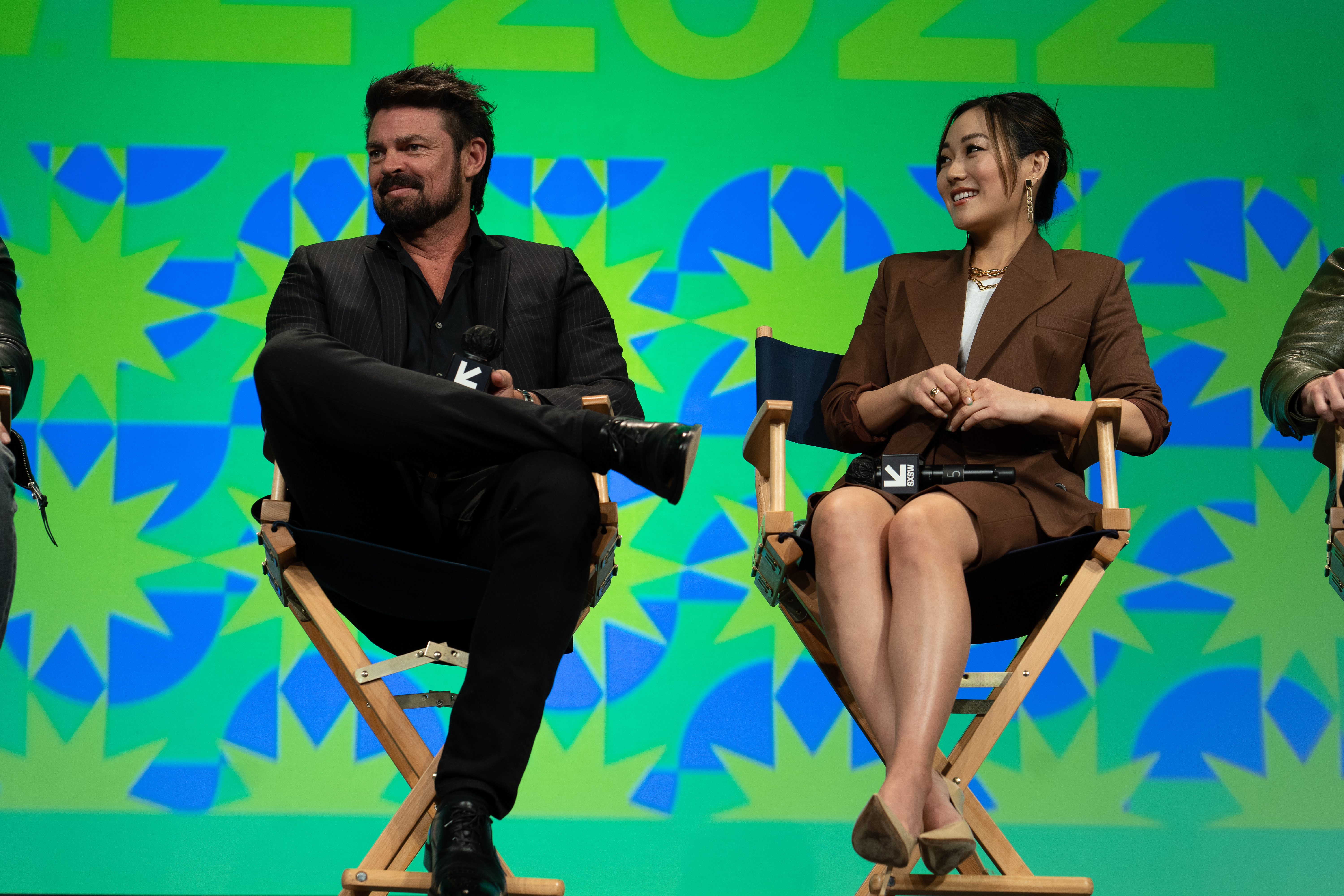
На перзентації The Boys SXSW 2022 Panel з Карлом Урбаном.

Навчаючись у середній школі за допомогою друзів влаштувалася працювати на канал Disney Channel. Карен брала інтерв'ю за лаштунками фільмів у акторів та знімальної команди. Перший огляд був про одну із частин пригодницької стрічки «Пірати Карибського моря» і Карен ставила питання Джонні Деппу та Кірі Найтлі. У старшій школі працювала спортивним репортером для японського телебачення. Крім того, у Фукухари був досвід роботи перекладача, редактора субтитрів і офіціантки в суші-ресторані.
У 2016 відбувся кінодебют Карен — вийшла супергеройська стрічка «Загін самогубців». Фукухара виконала роль Тацу Ямасіро / Катани — майстра бойових мистецтв і охоронця Ріка Флега (Юель Кіннаман). У грудні цього ж року стало відомо, що Карен Фукухара, Крістін Вудс, Міяві та Росс Патрідж приєдналася до акторського складу фільму «Stray».
У березні 2018 акторка приєдналася до акторського складу телесеріалу «Хлопаки». У травні того ж року було оголошено, що акторка буде озвучувати Гліммер у мультсеріалі «Ші-Ра і могутні принцеси».
У 2019 році Фукухара з' явилася у фільмі "Приблуда" (разом із Крістін Вудс, Міяві та Россом Партріджем) .
У 2020 році вона озвучила головну героїню серіалу "Кіпо та епоха дивозвірів", заснованого на недовговічному вебкоміксі під назвою "Кіпо".
У 2023 році Netflix оголосив, що Фукухара озвучить Хару, головну героїню серіалу "Покемон Консьєрж" .

## Фільмографія

### Фільми
| Рік  |    | Українська назва | Оригінальна назва      | Роль                  |
| ---- | -- | ---------------- | ---------------------- | --------------------- |
| 2016 | ф  | Загін самогубців | Suicide Squad          | Тацу Ямасіро / Катана |
| 2016 | кф | Загублені        | The Lost               | Лора Бейкер           |
| 2019 | ф  | Надприродне      | Stray                  | Норі                  |
| 2020 | мф |                  | Bobbleheads: The Movie | Ікіоі (озіучення)     |
| 2022 | ф  | Швидкісний поїзд | Bullet Train           | провідниця            |
| 2023 | а  | Хлопчик і чапля  | 君たちはどう生きるか   | Хімі (англ. дубляж)   |

### Телебачення
| Рік       |    | Українська назва         | Оригінальна назва                     | Роль                                            |
| --------- | -- | ------------------------ | ------------------------------------- | ----------------------------------------------- |
| 2018—2024 | мс |                          | Craig of the Creek                    | Королева каналізації, Алексіс (21 епізод)       |
| 2018—2020 | мс | Ші-Ра і могутні принцеси | She-Ra and the Princesses of Power    | Гліммер (48 епізодів)                           |
| 2019—2025 | с  | Хлопаки                  | The Boys                              | Кіміко / Самиця (29 епізодів)                   |
| 2020      | мс | Кіпо та епоха дивозвірів | Kipo and the Age of Wonderbeasts      | Кіпо (30 епізодів)                              |
| 2021      | мс | Зоряні війни: Видіння    | Star Wars: Visions                    | F (Епізод: "The Village Bride")                 |
| 2021      | мс | Арчер                    | Archer                                | Рейко (Епізод: "Dingo, baby, et cetera")        |
| 2024      | мс |                          | Alice's Wonderland Bakery             | Сакура (Епізод: "Dance of the Cherry Blossoms") |
| 2024      | мс | Легенда Лари Крофт       | Tomb Raider: The Legend of Lara Croft | Сем Нішімура (Епізод: "A Single Step")          |

### Відеоігри
| Рік  |    | Українська назва      | Оригінальна назва     | Роль           |
| ---- | -- | --------------------- | --------------------- | -------------- |
| 2022 | вг | The Callisto Protocol | The Callisto Protocol | Денні Накамура |